# Тулостома
Туло́стома (лат. Tulostoma) — род грибов-базидиомицетов семейства Шампиньоновые (Agaricaceae). Входит в группу гастеромицетов.

## Описание
Плодовые тела шаровидные, сначала сидячие, затем в виде шаровидной или луковицевидной головки на хорошо развитой жёсткой ножке с различным характером поверхности. Экзоперидий хрупкий, быстро растрескивающийся и остающийся в виде вольвы в основании ножки или воротничка на границе головки и ножки. Эндоперидий тонкий, прочный, на верхушке с округлым отверстием.
Глеба зрелых грибов порошкообразная, различной окраски. Базидии четырёхспоровые, стеригмы расположены по бокам. Споры шаровидной формы, гладкие или разнообразно орнаментированные. Гифы капиллиция маловетвящиеся, с толстыми стенками, иногда септированные.

## Ареал и экология
Большинство видов — сапротрофы, для некоторых указывается способность образовывать микоризу.
Род с широким ареалом, наибольшее видовое разнообразие наблюдается в засушливых регионах мира.

## Таксономия

### Синонимы
- Tulasnodea Fr., 1849, nom. superfl.

### Виды
Род включает около 80 видов. Некоторые из них:
- Tulostoma balanoides Long & S.Ahmad, 1947
- Tulostoma brumale Pers., 1794 — Тулостома зимняя
- Tulostoma echinellum N.M.Filim. & Pisareva, 1970
- Tulostoma excentricum Long, 1944
- Tulostoma fimbriatum Fr., 1829 — Тулостома зернистая
- Tulostoma giovanellae Bres., 1881
- Tulostoma kogaschiki Schwarzman & N.M.Filim., 1970
- Tulostoma kotlabae Pouzar, 1958
- Tulostoma kubanskajanum Schwarzman & N.M.Filim., 1970
- Tulostoma melanocyclum Bres., 1904
- Tulostoma psilophilum Long & S.Ahmad, 1947
- Tulostoma schwarzmannianum N.M.Filim. & Pisareva, 1970
- Tulostoma squamosum (J.F.Gmel.) Pers., 1801
- Tulostoma striatum G.Cunn., 1925
- Tulostoma tartenovianum N.M.Filim. & Vasyag., 1970
- Tulostoma volvulatum I.G.Borshch., 1865 — Тулостома влагалищная